# Romina Malaspina
Romina Florencia Malaspina (Mar del Plata; 7 de julio de 1994) es una presentadora, cantante, modelo, actriz, disc-jockey e influenciadora argentina, reconocida por su participación en varios programas de televisión y por su carrera como cantante.

## Carrera

### Inicios y programas de telerrealidad
Romina Malaspina comenzó su carrera en televisión en 2015 como concursante del programa de telerrealidad Gran Hermano y el mismo año apareció en la portada de la revista Playboy en su versión para Argentina. Además de protagonizar el video musical del músico argentino J One, «Más que amigos». Dos años después figuró en un reality show de la televisión chilena, titulado Doble Tentación y en 2018 apareció en Supervivientes, versión española del show de origen sueco Survivor.
En 2025 participó como concursante de la tercera edición del reality de telerrealidad español Gran Hermano Dúo.
| Detalle participación en realitys         | Detalle participación en realitys | Detalle participación en realitys                     | Detalle participación en realitys | Detalle participación en realitys | Detalle participación en realitys | Detalle participación en realitys | Detalle participación en realitys | Detalle participación en realitys | Detalle participación en realitys | Detalle participación en realitys | Detalle participación en realitys |
| Gran Hermano 2015                         | Gran Hermano 2015                 | Gran Hermano 2015                                     | Gran Hermano 2015                 | Gran Hermano 2015                 | Gran Hermano 2015                 | Gran Hermano 2015                 | Gran Hermano 2015                 | Gran Hermano 2015                 | Gran Hermano 2015                 | Gran Hermano 2015                 | Gran Hermano 2015                 |
| Nominaciones                              | Resultado                         | Notas                                                 |                                   |                                   |                                   |                                   |                                   |                                   |                                   |                                   |                                   |
| ----------------------------------------- | --------------------------------- | ----------------------------------------------------- | --------------------------------- | --------------------------------- | --------------------------------- | --------------------------------- | --------------------------------- | --------------------------------- | --------------------------------- | --------------------------------- | --------------------------------- |
| 1                                         | A salvo (3 votos)                 |                                                       |                                   |                                   |                                   |                                   |                                   |                                   |                                   |                                   |                                   |
| 2                                         | A salvo (2 votos)                 |                                                       |                                   |                                   |                                   |                                   |                                   |                                   |                                   |                                   |                                   |
| 3                                         | A salvo (3 votos)                 |                                                       |                                   |                                   |                                   |                                   |                                   |                                   |                                   |                                   |                                   |
| 4                                         | Nominada (11 votos)               | Salvada por el público (10% votos)                    |                                   |                                   |                                   |                                   |                                   |                                   |                                   |                                   |                                   |
| 5                                         | A salvo (8 votos)                 |                                                       |                                   |                                   |                                   |                                   |                                   |                                   |                                   |                                   |                                   |
| 6                                         | Nominada (fulminante)             | Salvada por el público (31,5% votos)                  |                                   |                                   |                                   |                                   |                                   |                                   |                                   |                                   |                                   |
| 7                                         | Nominada (sanción)                | Salvada por el público (¿?% votos)                    |                                   |                                   |                                   |                                   |                                   |                                   |                                   |                                   |                                   |
| 8                                         | Nominada (8 votos)                | Eliminada por el público (54,88% votos)               |                                   |                                   |                                   |                                   |                                   |                                   |                                   |                                   |                                   |
| Repechaje 4                               | Candidata                         | No elegida por el público (5,5% votos)                |                                   |                                   |                                   |                                   |                                   |                                   |                                   |                                   |                                   |
| Supervivientes 2018: Perdidos en Honduras |                                   |                                                       |                                   |                                   |                                   |                                   |                                   |                                   |                                   |                                   |                                   |
| Nominaciones                              | Resultado                         | Notas                                                 |                                   |                                   |                                   |                                   |                                   |                                   |                                   |                                   |                                   |
| 1                                         | A salvo (1 voto)                  |                                                       |                                   |                                   |                                   |                                   |                                   |                                   |                                   |                                   |                                   |
| 1                                         | A salvo (1 voto)                  |                                                       |                                   |                                   |                                   |                                   |                                   |                                   |                                   |                                   |                                   |
| 2                                         | A salvo (0 votos)                 |                                                       |                                   |                                   |                                   |                                   |                                   |                                   |                                   |                                   |                                   |
| 3                                         | A salvo (0 votos)                 |                                                       |                                   |                                   |                                   |                                   |                                   |                                   |                                   |                                   |                                   |
| 4                                         | Nominada (sanción)                | Salvada por la audiencia (¿?% votos)                  |                                   |                                   |                                   |                                   |                                   |                                   |                                   |                                   |                                   |
| 5                                         | A salvo (1 voto)                  |                                                       |                                   |                                   |                                   |                                   |                                   |                                   |                                   |                                   |                                   |
| 6                                         | Lider (inmune)                    |                                                       |                                   |                                   |                                   |                                   |                                   |                                   |                                   |                                   |                                   |
| 7                                         | Líder (inmune)                    |                                                       |                                   |                                   |                                   |                                   |                                   |                                   |                                   |                                   |                                   |
| 8                                         | Nominada (sanción)                | Salvada por la audiencia (¿?% votos)                  |                                   |                                   |                                   |                                   |                                   |                                   |                                   |                                   |                                   |
| 9                                         | Nominada (2 votos)                | Eliminada por la audiencia (¿?% votos)                |                                   |                                   |                                   |                                   |                                   |                                   |                                   |                                   |                                   |
| Gran Hermano Dúo 3                        |                                   |                                                       |                                   |                                   |                                   |                                   |                                   |                                   |                                   |                                   |                                   |
| Nominaciones                              | Resultado                         | Notas                                                 |                                   |                                   |                                   |                                   |                                   |                                   |                                   |                                   |                                   |
| 1                                         | Nominada                          | Salvada por la audiencia (4% votos)                   |                                   |                                   |                                   |                                   |                                   |                                   |                                   |                                   |                                   |
| 2                                         | Nominada                          | Salvada por la audiencia (3% votos)                   |                                   |                                   |                                   |                                   |                                   |                                   |                                   |                                   |                                   |
| 3                                         | Salvada                           |                                                       |                                   |                                   |                                   |                                   |                                   |                                   |                                   |                                   |                                   |
| 4                                         | Salvada                           |                                                       |                                   |                                   |                                   |                                   |                                   |                                   |                                   |                                   |                                   |
| 5                                         | Nominada (Nominación grupal)      | Salvada por la audiencia (De las más votadas entre 5) |                                   |                                   |                                   |                                   |                                   |                                   |                                   |                                   |                                   |
| 6                                         | Nominada                          | Salvada por la audiencia (42% votos)                  |                                   |                                   |                                   |                                   |                                   |                                   |                                   |                                   |                                   |
| 7                                         | Nominada                          | Salvada por la audiencia (49,2% votos)                |                                   |                                   |                                   |                                   |                                   |                                   |                                   |                                   |                                   |
| 8                                         | Salvada                           |                                                       |                                   |                                   |                                   |                                   |                                   |                                   |                                   |                                   |                                   |
| 9                                         | Nominada                          | Salvada por la audiencia (30% votos)                  |                                   |                                   |                                   |                                   |                                   |                                   |                                   |                                   |                                   |
| 10                                        | Finalista                         |                                                       |                                   |                                   |                                   |                                   |                                   |                                   |                                   |                                   |                                   |
| 11                                        | 5ª Finalista                      | Menos votada por la audiencia (9% votos)              |                                   |                                   |                                   |                                   |                                   |                                   |                                   |                                   |                                   |

También en 2018 participó como vedette y actriz en Magnífica, una obra de teatro argentina, y apareció como estrella invitada y comentarista en Volverte a ver, un magazín televisivo español. Durante estos años trabajó también como modelo e influenciadora en las redes sociales.

### Como presentadora y cantante
Bajo el seudónimo de Ru$$ha publicó en marzo de 2020 su primera canción como solista, titulada «Hustler Lady». Poco tiempo después fue anunciada como parte del elenco del programa de talentos Bailando 2020, pero debido a la pandemia del COVID-19 esta edición del programa conducido por Marcelo Tinelli tuvo que ser aplazada.
En junio de 2020 se vinculó profesionalmente con el Canal 26, donde empezó a conducir dos programas de noticias. Debido a sus compromisos con sus trabajos como influenciadora y presentadora, en julio de 2020 rechazó participar en el concurso Cantando 2020. En septiembre protagonizó el video musical de la canción «Mujer» del cantante de música urbana, Ecko.

### Actualidad
En abril de 2021 participó como cantante principal, bailarina y compositora en el videoclip -grabado en Colombia- de la canción «Color», su segunda producción discográfica publicada el 30 de abril en colaboración con Deer Models. En mayo del mismo año el diario Clarín anunció que Malaspina había renunciado al Canal 26 para centrarse en su carrera como cantante profesional. Durante la gala de los Premios Latin Plug llevada a cabo el mismo mes, fue reconocida como la periodista del año en Argentina.

## Filmografía

### Televisión
| Año         | Título               | Papel        | Notas                   |
| ----------- | -------------------- | ------------ | ----------------------- |
| 2015        | Gran Hermano 2015    | Participante | 10.ª eliminada          |
| 2017        | Doble Tentación      | Participante | Expulsión disciplinaria |
| 2017        | Morandé con compañía | Invitada     |                         |
| 2018        | Supervivientes 2018  | Participante | 6.ª expulsada           |
| 2020 – 2021 | Noticias de 22 a 00  | Presentadora |                         |
| 2020 – 2021 | Fin de semana        | Presentadora |                         |
| 2023        | Bailando 2023        | Participante | 4.ª eliminada           |
| 2025        | Gran Hermano Dúo 3   | Participante | 5.ª Finalista           |

Videoclips
- Más que amigos (2016) - J One
- Hustler Lady (2020) - Ru$$ha (su seudónimo)
- Mujer (2020) - Ecko
- Color (2021) - Ella misma, Deer Models
- DE AHI (2021) - Big Apple y Fer Palacio

## Teatro
- Magnífica (2018)

## Premios y reconocimientos
| Año  | Premio                        | Categoría                | Trabajo                             | Resultado | Ref.   |
| ---- | ----------------------------- | ------------------------ | ----------------------------------- | --------- | ------ |
| 2021 | Premios Latin Plug            | Mejor periodista del año | Fin de semana / Noticias de 20 a 22 | Ganadora  |        |
| 2022 | Premios Martín Fierro Digital | Mejor DJ digital         | Ella misma                          | Nominada  | [ 17 ] |